# Druid City Dragons
I Druid City Dragons sono stati una franchigia di pallacanestro della WBA, con sede a Tuscaloosa, in Alabama, attivi nel 2006.
Disputarono la stagione WBA 2006, terminandola con un record di 9-11. Non disputarono i play-off.

## Stagioni
| Stagione | Lega | Denominazione      | V | P  | %    | Piazzamento | Play-off |
| -------- | ---- | ------------------ | - | -- | ---- | ----------- | -------- |
| 2006     | WBA  | Druid City Dragons | 9 | 11 | 45,0 | 5º          | -        |